# Río Espinal
El río Espinal es un curso fluvial de Cantabria (España) perteneciente a la cuenca hidrográfica del río Nansa, al cual afluye. Tiene una longitud de 7,587 kilómetros, con una pendiente media de 9,6º.